# Erchinoald
Erchinoald, nommé aussi Archambaud, fut maire du palais de Neustrie de 641 à 658.

## Biographie

### Origines familiales
Le Frédégaire en fait un parent — consanguineus — de la mère de Dagobert Ier. Il est fils de Gerberge, elle-même fille de Richomer, patrice des Burgondes, et de Gertrude d'Hamage, qui pourraient être les parents de Bertrude, la mère de Dagobert Ier.
Il succéda à Aega comme maire du palais.

### Maire du palais

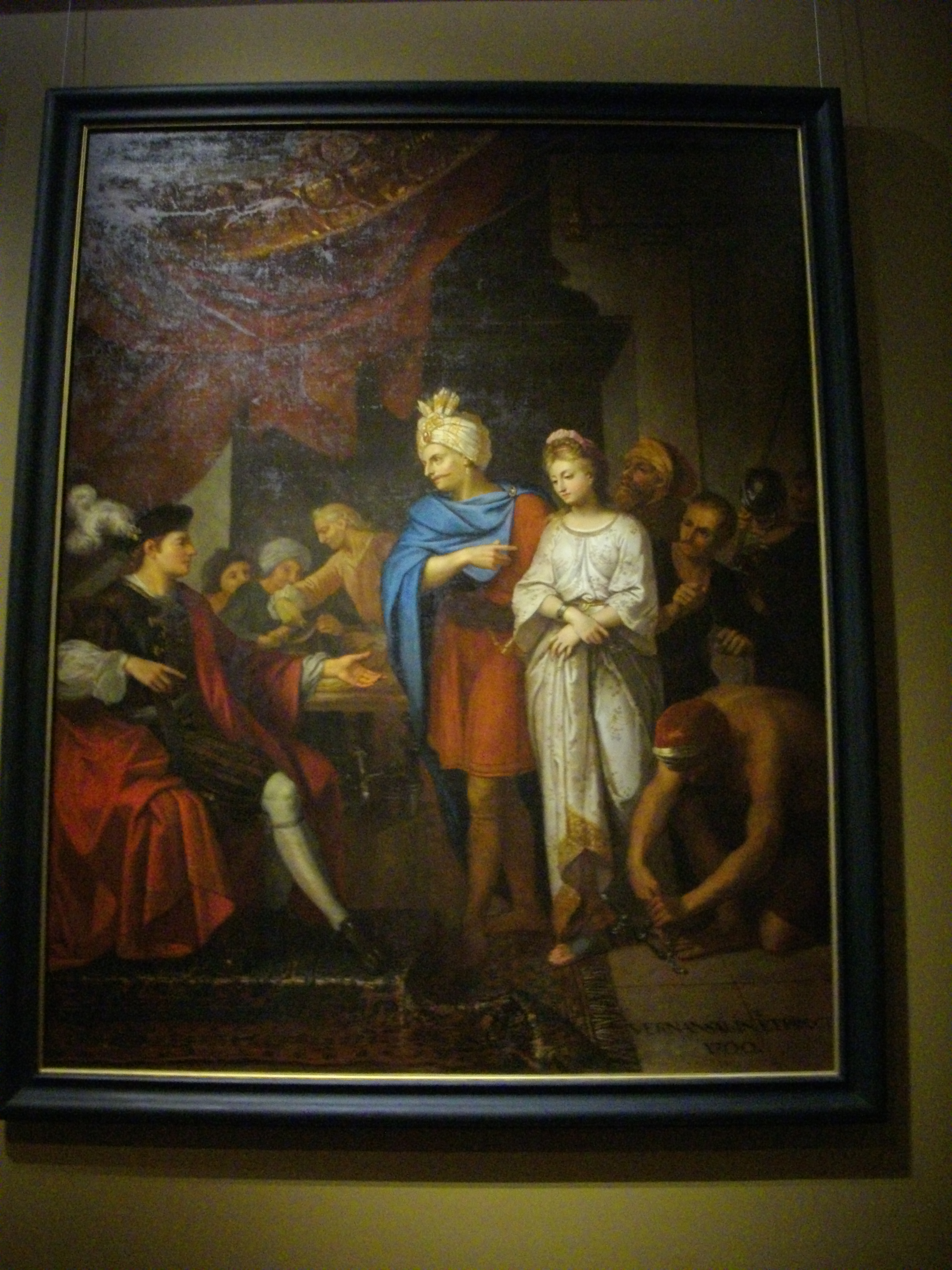
Bathilde vendue à Archambault, par Guy Vernansal (1700), Orléans, musée des beaux-arts.

Erchinoald acquit Bathilde, une anglo-saxonne achetée, esclave, à York, issue d'une famille anglo-saxonne de haut rang de l'East Anglia ou d'origine plus modeste. Erchinoald qui cherchait à renforcer sa position aurait offert Bathilde au roi Clovis II qui l'épousa. 
Vers 639, il aurait accueilli dans son domaine de Péronne, le moine irlandais Fursy et ses frères Feuillen et Ultan de Fosses. Fursy aurait baptisé le propre fils d'Erchinoald et aurait fondé à sa demande l'Abbaye du Mont Saint-Quentin près de Péronne. 
À cette époque, l'influence franque fut importante dans le Kent et l'East Anglia. Erchinoald soutint les efforts des successeurs de la mission augustinienne en Angleterre. 
Erchinoald fut également le promoteur du monastère de l'Abbaye Saint-Pierre de Lagny sur sa terre.

### Descendance
Erchinoald épousa Leutsinde. Ils eurent pour enfants :
- Leudesius, maire du palais en 675 ;
- peut-être une fille, Ymme[3],[4], marié à Eadbald, roi du Kent, mais la parternité d'Ymme est aussi attribuée à Clotaire II[5] ou à Thibert II.

## Succession
À sa mort, en 658, les grands de Neustrie choisirent Ebroïn, pour lui succéder.